# Diadeliomimus
Diadeliomimus es un género de escarabajos longicornios de la tribu Acanthocinini.

## Especies
- Diadeliomimus rufostrigosus (Fairmaire, 1897)
- Diadeliomimus vadoni Breuning, 1957